# Port lotniczy Northwest Arkansas
Port lotniczy Northwest Arkansas (IATA: XNA, ICAO: KXNA) – port lotniczy położony w Highfill, w stanie Arkansas, w Stanach Zjednoczonych.